# کاسیلوف، آلاسکا
کاسیلوف (به انگلیسی: Kasilof) شهری در بخش شبه‌جزیره کنای ایالت آلاسکا است که جمعیت آن در سرشماری سال ۲۰۰۰ میلادی ۴۷۱ نفر بوده‌است.